# Кам'янець-Подільська художньо-промислова школа
Кам'яне́ць-Поді́льська худо́жньо-промисло́ва шко́ла — навчальний заклад у Кам'янці на Поділлі, який проіснував з 1905 р. до 1933 р. Навчальний заклад заснував маляр В'ячеслав Розвадовський, та пізніше керували ним Микола Роот та Володимир Гагенмейстер. За поширення народного подільського мистецтва школа була розгромлена більшовиками та майже усі її викладачі були знищені радянською владою.
Приміщення школи знаходилось на вул. Домініканській в приміщенні подомініканських будівель, на другому поверсі, поряд з Давньосховищем Подільського церковного історико-археологічного товариства.

## Відомості

### Рисувальні класи

В'ячеслав Розвадовський

1905 року школу заснував художник В'ячеслав Розвадовський (*1875, Одеса, в родині службовців-залізничників, у 1890—1894 навчався в Одеській рисувальній школі). Повернувшись в Україну та оселившись у Кам'янці-Подільському, В'ячеслав Розвадовський заснував мистецьку школу з українською мовою навчання для дітей із незаможних сімей, а також інтернат при ній. Утримувалась школа на кошти місцевого земства, а підпорядкована імператорській Академії мистецтв в Санкт-Перербурзі. Згодом в школі була заснована і художня керамічна майстерня. Розвадовським була запроваджена шкільна форма - подільський народний одяг.
В закладі було створено керамічне відділення, що базувалося на зразках подільської кераміки.
1908 року школу закрили, а В. Розвадовський покинув Кам'янець-Подільський через переслідування за національні погляди на процес освіти в художній школі.

### Художньо-промислова навчальна майстерня
15 грудня 1908 р. в Кам'янці-Подільському відкрили художньо-промислову навчальну майстерню, яка спеціалізувалася на керамічному виробництві, та вечірні рисувальні класи при ній. Завідувачем майстерні призначили Миколу Федоровича Роота. Микола Роот (1871—1960) народився в Петербурзі в заможній естонській родині. В 1888—1900 рр. навчався в Петербурзькій академії мистецтв та на педагогічних курсах. Удосконалював майстерність у Франції. Викладав малювання в Єревані та Ревелі. Роот — член Кам'янець-Подільського товариства образотворчого мистецтва та Товариства вчителів малювання в Петербурзі. Крім спеціальних предметів (малювання, технічне креслення, ліпка), учням викладали Закон Божий, російську мову, арифметику. Чільне місце у виробничому процесі займала практична робота в лабораторії та керамічному цеху, де було п'ять пічок для випалювання керамічних виробів і сушарка. Вечірні рисувальні класи відвідували жителі міста. Серед них Кость Широцький — майбутній мистецтвознавець, літературознавець і педагог, Володимир Січинський — син дослідника подільської старовини Юхима Сіцінського.
Термін навчання був три роки.
Уже в 1913 році Микола Роот був переведений на посаду керівника художньо-промислової школи у м. Псков.

### Художньо-промислова школа
Приміщення школи знаходилось по вул. Огієнка, трохи вище від університету.
1914 рік. Період війни. Під час Першої Світової Війни населення Камʼянця та школу евакуювали двічі. Перший раз у 1915 р. у зв'язку з наближенням фронту до Харкова. Повернута була школа в серпні 1916 р. І другий раз в серпні 1917 р. до Лубен, Полтавської області. Повернуто було знову в липні 1918 р.
1 листопада 1916 р., завідувати майстернею в Кам'янці-Подільському призначили Володимира Гагенмейстера. Саме з його іменем пов'язані найяскравіші сторінки художньо-промислової школи. В цей період суцільної розрухи у вересні 1916 року з Петербурга для підтримки культурного осередку, яким опікується Імператорська Академія мистецтв, направляється керувати Кам'янець-Подільськими художньо-ремісничими майстернями Володимир Карл Гагенмейстер — як іноземець, який повинен був повністю утвердити імперський дух в художньому закладі. Навернути майбутніх митців у покірних слуг царського уряду. Рік був не зовсім сприятливим для занять мистецтвом. Народився ж В. Гагенмейстер у російському місті Виборг, 1887 року, в сім'ї ліфляндського дворянина та естонки.
Кам'янець-Подільський стояв на прикордонні і перехресті бойових дій. Тут розміщувався штаб командування Південно-Західного фронту.
Школу треба було майже заново збирати докупи. Випускник Петербурзького училища О. Штігліца, вихований на мистецьких традиціях прибалтійського краю і Петербурга мало знав звичаї, побут, народне мистецтво Поділля, але його полонило чарівне Поділля з його фольклорним багатством. Вельми прорахувалось Петербурзьке Міністерство. В. Гагенмейстер, понад усе, був художником. Він почав досліджувати українську культуру, народно-мистецьку спадщину краю. Художні майстерні було перейменовано на художньо-промислову школу, з'явились нові відділення. В школі поглиблюється вивчення спеціальних художніх предметів. Більше уваги звертається на вивченні рисунка, акварельного живопису, творчого рисування, ліплення, технології керамічної справи і декоруванні керамічних виробів, виробництві орнаментальних виробів, килимарстві, вишиванні на основі подільських мотивів. Був створений міцний і дружній колектив педагогів. Викладачі і учні подорожували по селах Поділля (переважно пішки), збирали етнографічні матеріали, робили замальовки розписів, виявляли народних умільців. В положенні Кам'янець-Подільської художньо-промислової школи було зазначено, що її завданням є «розвивати існуючі художні промисли на Поділлі та сприяти відродженню народного мистецтва».
Володимир   викладав композицію, графіку, історію всесвітнього прикладного мистецтва. Водночас займався дослідженням народного мистецтва і при школі організував майстерню літографії, яка працювала з 1921 по 1931 рік. Видавництво художньої школи випустило 127 мистецьких видань, з них 87 опрацював Володимир Миколайович. На жаль, видання мали невеликі тиражі: 50-100 і лише в кількох випадках 200-500 примірників, тому це бібліографічна рідкість.
При школі був заснований художній музей.
На запрошення старого товариша з кам'янецької «Просвіти» Антона Середи Володимир Гагенмейстер переїхав до Харкова, де став викладати в поліграфічному інституті. 1936 року Гагенмейстер переїхав до Києва. Тут він завідував експериментальними художніми майстернями при Музеї українського мистецтва. Заарештували Гагенмейстера вночі проти 12 грудня 1937 року, коли його дочці було лише 10 років. Постановою трійки Київського облуправління НКВС від 31 грудня його звинуватили в участі в українській націоналістичній організації та в шпигунстві на користь буржуазної Польщі. 20 січня 1938 року Володимира Миколайовича розстріляли. У подальші роки й без того рідкісні кам'янецькі українознавчі видання — праці «викритого ворога народу» — вилучали і знищували.

### Викладачі школи
В школі викладали талановиті художники: О. Адамович, Володимир Гагенмейстер, Вронський, Варвара Корецька, К. Кржемінський, Б. Крюков, В. Шаврін. Коли тут створили військовий округ і ліквідували майже всі навчальні заклади, викладачі роз'їхалися з міста. Але їх знайшли і знищили.
В 1937 році загинули в Києві: О. Адамович, К. Кржемінський, І. Стойкевич, трохи раніше — В. Гоца і М. Коссак, при загадкових обставинах пропав в Москві В. Шаврін, помер в ташкентській в'язниці В. Розвадовський.
Кам'янець-Подільська художньо-промислова школа виховала художників, скульпторів, мистецтвознавців, серед них: Василь Артеменко, Юхим Гаврилюк, Сергій Кукуруза, Михайло Ліщинер, Григорій Пустовойтенко, Зінаїда Охримович, Ніна Сулковська, Тамара Сис та інші.

### Склокерамічний технікум
Щоб задавити школу як українознавчий осередок, 1931 року більшовики звузили її профіль, перетворивши на склокерамічний технікум. Відтак видавництво було ліквідовано.
В 1933 рік почався посилений наступ на українську культуру. Викликали на допит викладачів і директора. Звинувачування : “Чрезмерно популяризируете украинское народное искусство”.  Після  розгрому школи частину студентів перевели в Миргородський і Межгірський технікуми, а викладачі порозбігались подалі від прикордонного Кам’янця-Подільського. 1933 року ліквідовано й сам технікум, викладачі й студенти якого встигли так багато зробити для української культури. Студентів перевели до Балахни Горьківської області.